# Sauber C22
Sauber C22 – samochód Formuły 1 zespołu Sauber, zaprojektowany przez Willy Rampfa na sezon 2003. Kierowcami byli Nick Heidfeld oraz Heinz-Harald Frentzen, a kierowcą testowym - Neel Jani. Samochód był napędzany przez jednostkę oznaczoną jako Petronas 03A, będącą de facto silnikiem Ferrari Tipo051 z 2002 roku. Głównym sponsorem była firma Credit Suisse.
Samochód osiągał gorsze wyniki niż jego poprzednik, model C21. Najbardziej udanym dla zespołu wyścigiem było Grand Prix Stanów Zjednoczonych, kiedy to Frentzen zajął trzecie, a Heidfeld piąte miejsce.

## Wyniki
| Legenda oznaczeń w tabelach wyników Wyświetl szablon na nowej stronie | Legenda oznaczeń w tabelach wyników Wyświetl szablon na nowej stronie                                                                     |
| Oznaczenie                                                            | Wyjaśnienie |
| --------------------------------------------------------------------- | --- |
| Złoty                                                                 | Zwycięzca lub mistrzostwo |
| Srebrny                                                               | 2. miejsce lub wicemistrzostwo |
| Brązowy                                                               | 3. miejsce lub II wicemistrzostwo |
| Zielony                                                               | Ukończył, punktował (w klasyfikacji generalnej, gdy zdobył co najmniej jeden punkt na przestrzeni sezonu, poza trzema powyższymi opcjami) |
| Niebieski                                                             | Ukończył, nie punktował (w klasyfikacji generalnej, gdy nie zdobył co najmniej jednego punktu na przestrzeni sezonu)                      |
| Czerwony                                                              | Nie zakwalifikował się (NZ) |
| Czerwony                                                              | Nie prekwalifikował się (NPK) |
| Różowy                                                                | Nie ukończył (NU) |
| Różowy                                                                | Niesklasyfikowany (NS) (w klasyfikacji generalnej, gdy nie został sklasyfikowany w żadnym wyścigu sezonu)                                 |
| Czarny                                                                | Zdyskwalifikowany (DK) |
| Czarny                                                                | Wykluczony (WYK/EX) |
| Biały                                                                 | Nie wystartował (NW) |
| Biały                                                                 | Kontuzjowany (K/INJ) |
| Biały                                                                 | Wyścig odwołany (OD/C) |
| Bez koloru                                                            | Został wycofany (WYC/WD) |
| Bez koloru                                                            | Nie przybył (NP/DNA) |
| Bez koloru                                                            | Nie brał udziału w treningach (NT/DNP) |
| Bez koloru                                                            | Nie został zgłoszony (–) |
| Pogrubienie                                                           | Start z pole position |
| Kursywa                                                               | Najszybsze okrążenie wyścigu |
| †                                                                     | Nie ukończył, ale jego rezultat został zaliczony ze względu na przejechanie więcej niż 90% dystansu wyścigu.                              |
| *                                                                     | Sezon w trakcie |
| 1/2/3                                                                 | Punktowana pozycja w sprincie kwalifikacyjnym                                                                                             |
| Lista systemów punktacji Formuły 1                                    | |

| Sezon | Zespół | Silnik   | Opony | Kierowcy              | 1   | 2   | 3   | 4   | 5   | 6   | 7   | 8   | 9   | 10  | 11  | 12  | 13  | 14  | 15  | 16  | Pkt. | Msc. |
| ----- | ------ | -------- | ----- | --------------------- | --- | --- | --- | --- | --- | --- | --- | --- | --- | --- | --- | --- | --- | --- | --- | --- | ---- | ---- |
| 2003  | Sauber | Petronas | B     |                       | AUS | MAL | BRA | SMR | ESP | AUT | MCO | CND | EUR | FRA | GBR | DEU | HUN | ITA | USA | JPN | 19   | 6    |
| 2003  | Sauber | Petronas | B     | Nick Heidfeld         | NU  | 8   | NU  | 10  | 10  | NU  | 11  | NU  | 8   | 13  | 17  | 10  | 9   | 9   | 5   | 9   | 19   | 6    |
| 2003  | Sauber | Petronas | B     | Heinz-Harald Frentzen | 6   | 9   | 5   | 11  | NU  | NW  | NU  | NU  | 9   | 12  | 12  | NU  | NU  | 13  | 3   | NU  | 19   | 6    |